# Гутман Мойше Лейбович
Гутман Мойше Лейбович (біл. Мойша/Міхаіл Гутман, рос. Моше/Михаил Гутман) — політичний діяч України та Білорусі.
В 1917 р. — член Української Центральної Ради, з кінця 1917 р. — член Виконавчого комітету Першого всебілоруського зʼїзду. З 21 лютого 1918 р. — товариш голови Народного секретаріату БНР від єврейської національної меншини БНР. У його будинку та під його керівництвом написана Перша уставна грамота БНР.